# Gustavo Petro

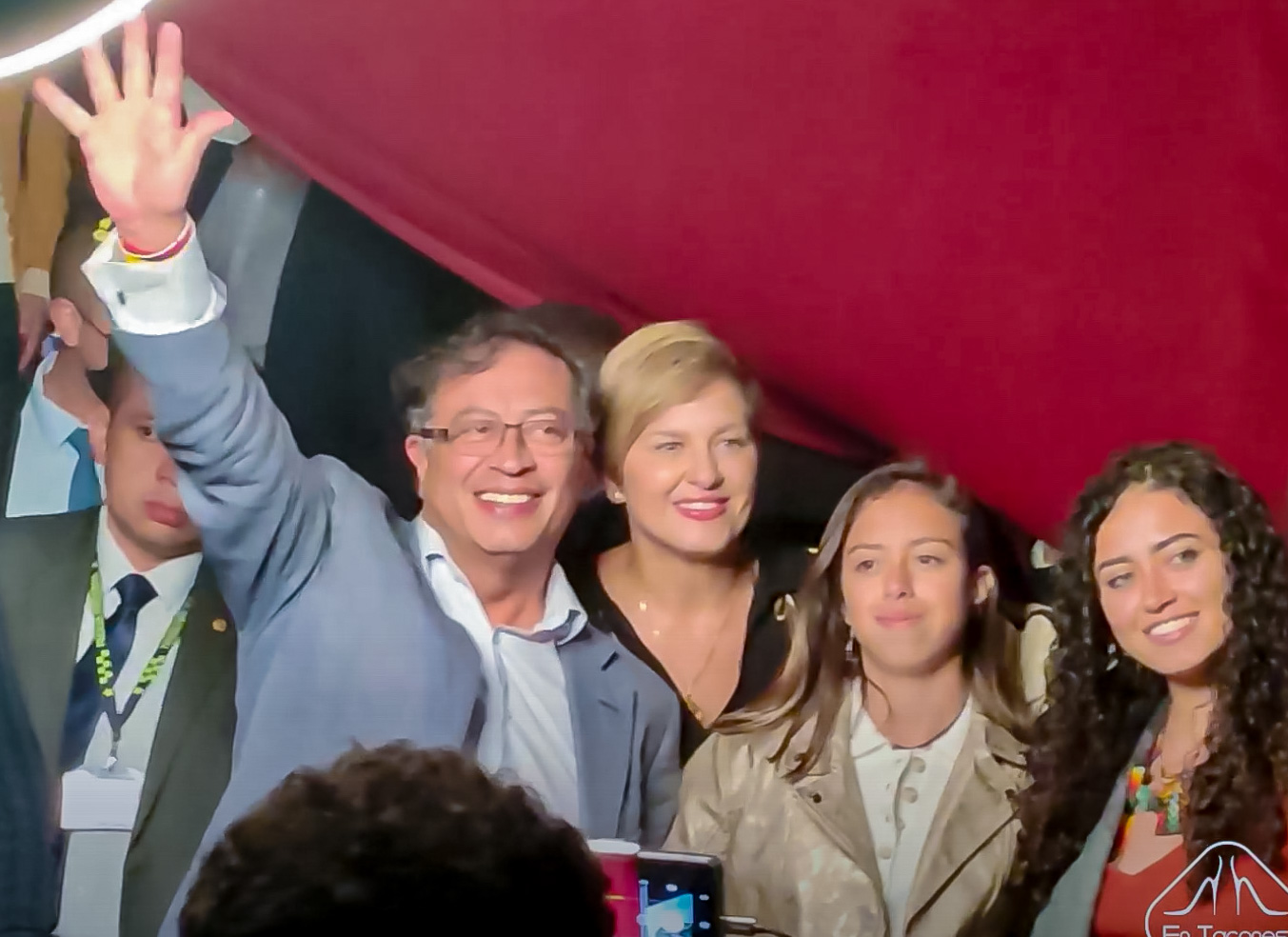
Petro z obecną żoną Veronicą Alcocer i córkami: Sofią i Antonellą podczas kampanii prezydenckiej (2022)

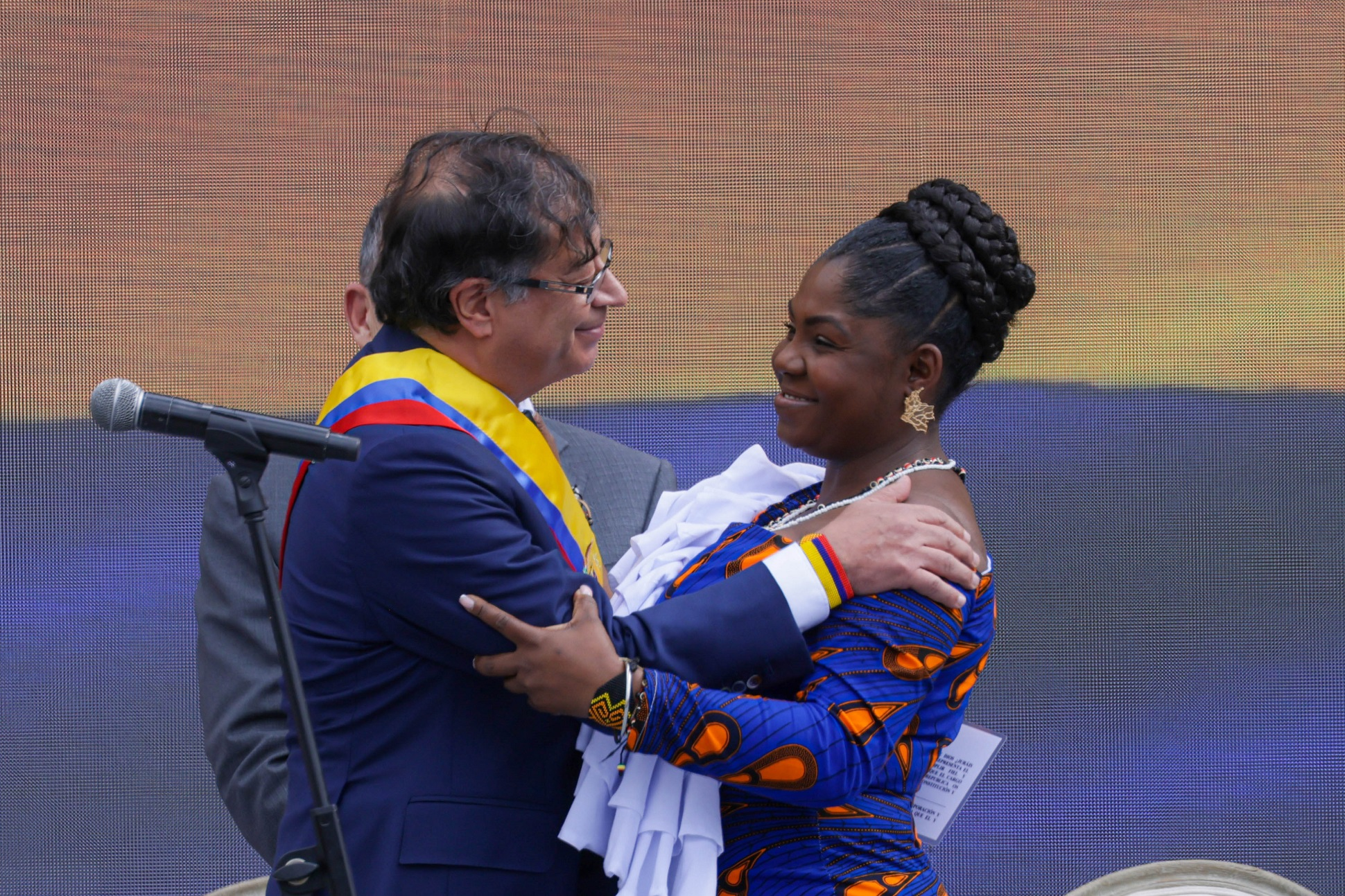
Gustavo Petro z wiceprezydentką Francią Márquez po zaprzysiężeniu (sierpień 2022 roku)

Gustavo Francisco Petro Urrego (ur. 19 kwietnia 1960 w Ciénaga de Oro) – kolumbijski polityk lewicowy, prezydent Kolumbii.
19 czerwca 2022 roku wybrany na prezydenta Kolumbii. Jest pierwszym lewicowym politykiem na tym stanowisku. Zaprzysiężony 7 sierpnia 2022.

## Życiorys

### Młodość
Wywodzi się z klasy średniej z północy kraju. Rodzice przeprowadzili się do stolicy gdy miał 8 lat. Ojciec – Gustavo Ramiro Petro, był menedżerem w prywatnych firmach w Bogocie a wcześniej nauczycielem w szkole podstawowej dla dziewcząt. Matka – Clara Nubia Urrego zajmowała się handlem antykami. Zanim zaangażował się w legalną działalność polityczną, jako 17-latek wstąpił do lewicowej partyzantki Ruchu 19 Kwietnia  z którą był związany przez 10 lat. Za udział w nielegalnym ugrupowaniu został skazany i odsiedział 2 lata w więzieniu. Opuścił je na mocy amnestii, którą ogłoszono w ramach porozumień pokojowych z końca lat 80.

### Wykształcenie
Ukończył ekonomię na Universidad Externado de Colombia w Bogocie oraz administrację publiczną w Escuela Superior de Administración Pública (ESAP). Następnie obronił doktorat z administracji publicznej na Uniwersytecie w Salamance w Hiszpanii.

### Działalność polityczna
Na początku lat 90. XX wieku Ruch 19 Kwietnia zdemobilizował się i przekształcił w legalnie działającą partię polityczną – Sojusz Demokratyczny M-19. Petro kandydował z jej list i został wybrany do Izby Reprezentantów w wyborach 1991, a następnie w 1998 roku. Po wyborach parlamentarnych w 2006 roku uzyskał mandat senatora z listy koalicji ugrupowań lewicowych – Alternatywnego Bieguna Demokratycznego. Do parlamentu kolumbijskiego wszedł wtedy z drugim wynikiem w kraju. W czasie sprawowania mandatu senatora jego interwencje w sprawie powiązań między politykami krajowymi i regionalnymi z prawicowymi szwadronami śmierci doprowadziły do aresztowań 60 osób które zostały następnie skazane za przestępstwa kwalifikowane jako „spiski kryminalne” i morderstwa. W 2009 roku zrezygnował z mandatu kandydując na prezydenta kraju, odpadł jednak w pierwszej turze zajmując czwarte miejsce. Po wyborach doszło do rozłamu w Alternatywnym Biegunie Demokratycznym, w wyniku którego Petro założył partię Humane Colombia z której kandydował na burmistrza Bogoty. Zwyciężył i objął stanowisko 1 stycznia 2012 roku. Przez trzy lata sprawowania urzędu wprowadził m.in. programy: – darmowego dostarczania wody do najuboższych dzielnic miasta; i – program wychodzenia z uzależnienia od narkotyków dla młodocianych mieszkańców. W 2018 roku ponownie kandydował w wyborach prezydenckich, zajął drugie miejsce w pierwszej turze wyborów, otrzymał wówczas ponad 25% głosów. Przegrał jednak w drugiej turze wyborów z Ivánem Duque Márquezem. W 2022 roku kolejny raz kandydował na prezydenta Kolumbii i 29 maja, wygrał pierwszą turę wyborów otrzymując 40% głosów. 19 czerwca zmierzył się z Rodolfo Hernandezem 77-letnim milionerem z Ligi Antykorupcyjnej, który w pierwszej turze uzyskał 28% poparcia. Do urzędu wiceprezydentki Petro wskazał Francie Márquez.

## Życie prywatne
Trzykrotnie żonaty. Jest ojcem pięciorga dzieci. Z pierwszego związku, z Katią Burgos, ma syna Nicolása. Z drugiego małżeństwa, z bojowniczką Ruchu 19 Kwietnia Mary Luz Herran – córkę Andreę i syna Andreasa. Dziś jego żoną jest Veronica Alcocer (ur. 1976), córka Jorge Emilio Alcocera, prawicowego polityka i prawnika, z którą ma dwie córki – Sofię i Antonellę. Poznał ją, gdy miał 39 lat, a ona była 22-letnią samotną matką. Druga żona, Mary Luz Herran, do dziś publicznie wspiera byłego męża w kampaniach politycznych. Gustavo Petro od 11. roku życia cierpi na krótkowzroczność, której nabawił się podczas czytania w nieodpowiednich warunkach i pasji własnoręcznego tworzenia map.